# Metallostichodes hemicautella
Metallostichodes hemicautella är en fjärilsart som beskrevs av George Francis Hampson 1899. Metallostichodes hemicautella ingår i släktet Metallostichodes och familjen mott. Inga underarter finns listade i Catalogue of Life.